# Бомонт (Тексас)
Бомонт (енгл. Beaumont) град је у америчкој савезној држави Тексас. По попису становништва из 2010. у њему је живело 118.296 становника.

## Демографија
Према попису становништва из 2010. у граду је живело 118.296 становника, што је 4.430 (3,9%) становника више него 2000. године.
|                   | 2010.            | 2000.            |
| Укупно            | 118 296 (100,0%) | 113 866 (100,0%) |
| Афроамериканци    | 55 931 (47,28%)  | 52 206 (45,85%)  |
| Белци             | 41 041 (34,69%)  | 48 595 (42,68%)  |
| Хиспаноамериканци | 15 898 (13,44%)  | 9 028 (7,929%)   |
| Азијати           | 3 893 (3,291%)   | 2 827 (2,483%)   |
| Остали            | 1 533 (1,296%)   | 1 210 (1,063%)   |

## Партнерски градови
- Бепу